# Bourse de Prague
La Bourse de Prague (en tchèque: Burza cenných papírů Praha, a.s. ou BCPP) existe dans sa forme actuelle depuis le 24 novembre 1992. Il existait déjà une bourse à Prague en 1861, mais elle fut fermée par le régime communiste après la Seconde Guerre mondiale.